# Friedrich Sellow
Friedrich Sellow (Potsdam, 12 de março de 1789 — Rio Doce, outubro de 1831) foi um botânico e naturalista alemão. Morreu no Brasil, afogado nas águas do rio Doce. Por influência de Georg Heinrich von Langsdorff, chegou ao Brasil em 1814. Em diversas viagens, percorreu o Brasil entre o Rio Grande do Sul e Minas Gerais, e o Uruguai. Enviou ao Museu de História Natural de Berlim cerca de 12 mil plantas, 5 mil aves, 110 mil insetos e 2 mil amostras geológicas.

## As origens e formação intelectual
Sellow foi o filho mais velho de Carl Julius Samuel Sellow, jardineiro da Corte Real de Potsdam. Depois de aprender a profissão de jardineiro com seus parentes, foi trabalhar e estudar no Jardim Botânico de Berlim, sob orientação de seu diretor Carl Ludwig Willdenow (1765-1812). Em 1810 Sellow iniciou viagens de estudo a Paris, França, onde assistiu palestras científicas de Georges Cuvier e Jean-Baptiste Lamarck, além de trabalhar no Jardim das Plantas.
No ano seguinte, com recomendação e financiamento de Alexander von Humboldt (1769-1859) viajou para a Inglaterra, entrando em contato com os mais proeminentes botânicos de seu tempo. Como em decorrência das guerras napoleônicas Sellow foi impedido de retornar ao continente, aceitou um convite do cônsul da Rússia, o Barão de Langsdorff (1774-1852), que também servia como diplomata no Rio de Janeiro, para tomar parte de uma expedição científica ao Brasil.

## A viagem para o Brasil
Após detalhadas preparações, financiado por botânicos britânicos, zarpou em 1814 em direção ao Rio de Janeiro. Lá, ele e seus colegas foram bem recebidos pelos soberanos portugueses e logo começou a receber um soldo anual como oficial naturalista. Sellow aprendeu português e participou inicialmente de pequenas excursões nos ambientes naturais próximos ao Rio de Janeiro.
De 1815 a 1817, ele seguiu em expedição com o príncipe renano Maximilian zu Wied-Neuwied (1782-1867), ocasião em que coletou muitas espécies que enviou a Londres. Uma das plantas que ele descobriu, Lee's Scarlet Sage (Salvia splendens Sellow), se tornou muito popular como flor ornamental na Inglaterra e Alemanha.
Novos financiamentos da Prússia permitiram a Sellow desenvolver numerosas expedições ao sudeste do Brasil e Uruguai nos 11 anos seguintes. Entre as plantas nativas da América do Sul enviadas por ele ao exterior, estavam duas novas espécies de begônias (Begonia semperflorens) e petúnias brancas (Petunia axillaris), que se tornaram populares da Europa.
Em uma de suas expedições etnográficas, Sellow acompanhou o diplomata Ignaz von Olfers (1793-1872), que mais tarde se tornaria o primeiro diretor geral do Museu Real Prussiano. Parte das coleções de Sellow são exibidas hoje no Museu de História Natural e no Museu Etnológico de Berlim, incluindo diversas montagens zoológicas, desenhos etnográficos e diários originais.
Tinha apenas 42 anos quando se afogou nas águas do rio Doce no local chamado de Cachoeira Escura, onde o manancial forma uma cachoeira denominada "escura" por causa das grandes árvores que antigamente havia no local e deixavam a cachoeira sempre entre sombras. Atualmente, uma das estações ferroviárias da Estrada de Ferro Vitória a Minas leva o seu nome. A estação está localizada na margem do rio Doce, no distrito de Perpétuo Socorro, também conhecido como Cachoeira Escura, no município de Belo Oriente, MG. Apesar de pouco valorizada, sua obra científica é homenageada também por um jornal de botânica de nome Sellowia, publicado em Itajaí/SC.